# Frederick Webb Hodge
Frederick Webb Hodge (28 d'octubre de 1864 - 28 de setembre de 1956) va ser un editor, antropòleg, arqueòleg i historiador estatunidenc d'origen anglès.

## Joventut

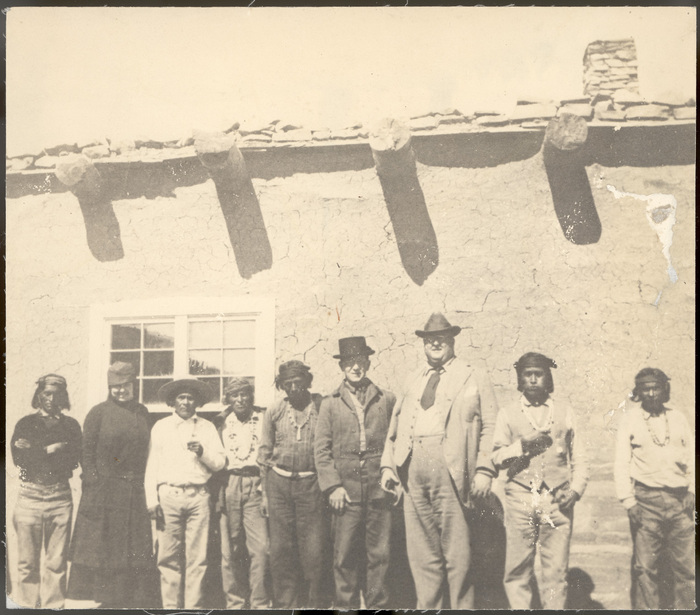
Thea (Mrs. George) Heye (segona a l'esquerra), Frederick Webb Hodge (1864-1956, membre de l'equip del MAI, sisè a l'esquerra) i George Gustav Heye (setè a l'esquerra) posen a l'aire lliure amb zuñis davant d'una estructura de tova amb bigues i roques al llarg de la línia del sostre.

Va néixer a Plymouth, Anglaterra fill d'Edwin i Emily (Webb) Hodge. Els seus pares es van mudar a Washington, DC quan Frederick tenia set anys. A Washington, va assistir a Cambridge College (Universitat George Washington).
Va rebre el doctorat honoris causa de Sc.D pel Pomona College el 1933, LL.D per la Universitat de Nou Mèxic el 1934, i Litt.D. per la Universitat del Sud de Califòrnia el 1943.

## Carrera
Era relacionat amb la Universitat de Colúmbia i el U.S. Geological Survey. Durant l'expedició arqueològica Hemenway Southwestern, va conèixer i es va casar amb Margaret Magill, germana d'Emily Tennison Magill Cushing, esposa del líder de l'expedició, Frank Hamilton Cushing.
Fou director del Museu de l'Indi Americà del Sud-oest a Los Angeles. Va servir com a delegat executiu del Smithsonian Institution, president del Comitè de Direcció Editorial i el Comitè de tractar amb les famílies lingüístiques del Nord de Mèxic. Va ser membre de la Comissió de Nomenclatura Arqueològica, del Comitè de Policia, del National Research Council, i del Laboratori d'Antropologia, School of American Research, Journal of Physical Anthropology, i del Museu de l'Indi Americà a la ciutat de Nova York.
Hodge va treballar per al Smithsonian Institution el 1901 com a assistent executiu encarregat d'Intercanvis Internacionals, però fou transferit al Bureau of American Ethnology el 1905, on hi va treballar fins al 28 de febrer de 1918. Hodge fou l'editor de l'obra monumental d'Edward Sheriff Curtis The North American Indian.
Després de deixar el Bureau, es va traslladar a la ciutat de Nova York i esdevingué editor i director assistent del Museu de l'Indi Americà, Fundació Heye.